# Genoa Cricket and Football Club 1963-1964
Questa voce raccoglie le informazioni riguardanti il Genoa Cricket and Football Club nelle competizioni ufficiali della stagione 1963-1964.

## Stagione
Nella stagione 1963-1964 il Genoa disputa il campionato di Serie A, con 30 punti ottiene l'ottavo posto in classifica, lo scudetto tricolore va al Bologna che ha vinto il torneo con l'Inter con 54 punti e poi ha vinto (2-0) lo spareggio per il titolo. Sono retrocesse in Serie B il Modena che ha perso lo spareggio retrocessione (2-0) con la Sampdoria, giunte entrambe a 27 punti, la Spal con 24 punti ed il Bari con 22 punti.
A seguito dello scandalo doping dell'estate precedente il Genoa dovette affrontare la prima parte del campionato con alcuni giocatori squalificati, tra cui il giovane Meroni. In Coppa Italia la squadra rossoblù supera il Brescia al primo turno, l'Alessandria nel secondo turno, nel terzo turno viene eliminata dal Torino.
I cinque pareggi per 0-0 consecutivi fra la 10ª e la 14ª giornata costituiscono un record assoluto per la serie A (eguagliato dal Bologna nella stagione 1970-1971), così come i 791 minuti trascorsi senza realizzare né subire reti.
A fine stagione, il 14 giugno, il Genoa gioca la "Coppa del Presidente della Provincia di Genova", un derby contro la Sampdoria vincendo (3-1) con reti di Locatelli, Meroni e Maraschi, l'ultimo in prestito dalla Lazio.

## Divise
La maglia per le partite casalinghe presentava i colori rossoblù.

## Organigramma societario
Area direttiva
- Presidente: Edoardo Garrone[5], Giacomo Berrino[6]
- Consiglio dei soci: Bandettini[7], Giacomo Berrino, Cambiaso, Ernesto Cauvin[7], Fossati, Garello, Astor William Norrish[7], E. Piaggio, Silvio Rebolino[8], Ugo Valperga, Bonino[9][10], De Andre'[9], Ugo Maria Failla[9], Garrone[9], Massucco[9]

Area tecnica
- Allenatore: Benjamín Santos
- Allenatore in seconda: Livio Fongaro

## Rosa
| N. |                   | Ruolo | Calciatore         |
| -- | ----------------- | ----- | ------------------ |
|    | Italia (bandiera) | P     | Mario Da Pozzo     |
|    | Italia (bandiera) | P     | Giancarlo Gallesi  |
|    | Italia (bandiera) | P     | Leonardo Grosso    |
|    | Italia (bandiera) | D     | Giancarlo Bagnasco |
|    | Italia (bandiera) | C     | Bruno Baveni       |
|    | Italia (bandiera) | D     | Maurizio Bruno     |
|    | Italia (bandiera) | D     | Vittorio Calvani   |
|    | Italia (bandiera) | D     | Natalino Fossati   |
|    | Italia (bandiera) | D     | Umberto Ratti      |
|    | Italia (bandiera) | C     | Franco Rivara      |
|    | Italia (bandiera) | D     | Giampiero Bassi    |

| N. |                      | Ruolo | Calciatore        |
| -- | -------------------- | ----- | ----------------- |
|    | Italia (bandiera)    | D     | Antonio Colombo   |
|    | Italia (bandiera)    | C     | Stefano Dal Monte |
|    | Italia (bandiera)    | D     | Livio Fongaro     |
|    | Argentina (bandiera) | C     | Marcos Locatelli  |
|    | Italia (bandiera)    | C     | Luigi Meroni      |
|    | Italia (bandiera)    | C     | Vincenzo Occhetta |
|    | Italia (bandiera)    | C     | Mario Pantaleoni  |
|    | Italia (bandiera)    | A     | Gastone Bean      |
|    | Italia (bandiera)    | A     | Mauro Bicicli     |
|    | Italia (bandiera)    | A     | Francesco Gallina |
|    | Italia (bandiera)    | A     | Giampaolo Piaceri |

## Risultati

### Serie A

#### Girone di andata
| Arbitro: | Carminati (Milano) |

|              |           |             |
| Pascutti 61’ | Marcatori | 79’ Piaceri |

| Arbitro: | Grignani (Milano) |

|  |           |                          |
|  | Marcatori | 30’ Battaglia 60’ Danova |

| Arbitro: | De Marchi (Pordenone) |

|                          |           |  |
| Bean 4’, 65’ Piaceri 72’ | Marcatori |  |

| Arbitro: | Marchese (Napoli) |

|          |           |  |
| Mari 75’ | Marcatori |  |

| Arbitro: | Sbardella (Roma) |

|                                  |           |          |
| Amarildo 53’ Trebbi 70’ Mora 87’ | Marcatori | 90’ Bean |

| Arbitro: | Lo Bello (Siracusa) |

|                    |           |                    |
| Locatelli 22’, 25’ | Marcatori | 35’, 81’ Brighenti |

| Arbitro: | Roversi (Bologna) |

|                       |           |            |
| Peirò 37’ Ferrini 82’ | Marcatori | 46’ Rivara |

| Arbitro: | Genel (Trieste) |

|                 |           |            |
| Meroni 18’, 52’ | Marcatori | 70’ Hamrin |

| Genova 17 novembre 1963 10ª giornata | Genoa           | 0 – 0 | Atalanta | Stadio Luigi Ferraris\| Arbitro: \| Rigato (Mestre) \| |
| Arbitro:                             | Rigato (Mestre) |       |          |                                                        |

| Mantova 24 novembre 1963 11ª giornata | Mantova           | 0 – 0 | Genoa | Stadio Danilo Martelli\| Arbitro: \| Varazzani (Parma) \| |
| Arbitro:                              | Varazzani (Parma) |       |       |                                                           |

| Genova 1º dicembre 1963 12ª giornata | Genoa        | 0 – 0 | Lanerossi Vicenza | Stadio Luigi Ferraris\| Arbitro: \| Adami (Roma) \| |
| Arbitro:                             | Adami (Roma) |       |                   |                                                     |

| Ferrara 8 dicembre 1963 13ª giornata | SPAL             | 0 – 0 | Genoa | Stadio Comunale\| Arbitro: \| Politano (Cuneo) \| |
| Arbitro:                             | Politano (Cuneo) |       |       |                                                   |

| Genova 22 dicembre 1963 14ª giornata | Genoa          | 0 – 0 | Bari | Ferraris (Genova spett.)\| Arbitro: \| Righi (Milano) \| |
| Arbitro:                             | Righi (Milano) |       |      |                                                          |

| Arbitro: | Varazzani (Parma) |

|                                          |           |  |
| Baveni 45’ Piaceri 60’ Derlin 75’ (aut.) | Marcatori |  |

| Arbitro: | Angelini (Firenze) |

|            |           |  |
| Milani 21’ | Marcatori |  |

| Torino 12 gennaio 1964 17ª giornata | Juventus                     | 0 – 0 | Genoa | Stadio Comunale\| Arbitro: \| De Robbio (Torre Annunziata) \| |
| Arbitro:                            | De Robbio (Torre Annunziata) |       |       |                                                               |

| Arbitro: | Campanati (Milano) |

|  |           |             |
|  | Marcatori | 61’ Piaceri |

#### Girone di ritorno
| Arbitro: | Jonni (Macerata) |

|  |           |                                |
|  | Marcatori | 52’ (rig.) Haller 76’ Pascutti |

| Arbitro: | Rigato (Mestre) |

|                                       |           |                                             |
| Fanello 21’, 30’, 32’ Danova 29’, 58’ | Marcatori | 15’ Bicicli 42’ Baveni 66’ (rig.) Locatelli |

| Arbitro: | Genel (Trieste) |

|             |           |  |
| Fontana 42’ | Marcatori |  |

| Arbitro: | Roversi (Bologna) |

|                                             |           |                     |
| Baveni 8’ Meroni 11’ Dal Monte 59’ Bean 87’ | Marcatori | 84’ (rig.) Maraschi |

| Arbitro: | Lo Bello (Siracusa) |

|            |           |          |
| Rivara 75’ | Marcatori | 37’ Mora |

| Arbitro: | Campanati (Milano) |

|                               |           |            |
| Brighenti 34’ De Robertis 82’ | Marcatori | 19’ Rivara |

| Genova 8 marzo 1964 24ª giornata | Genoa                 | 0 – 0 | Torino | Stadio Luigi Ferraris\| Arbitro: \| De Marchi (Pordenone) \| |
| Arbitro:                         | De Marchi (Pordenone) |       |        |                                                              |

| Arbitro: | Adami (Roma) |

|                 |           |  |
| Hamrin 16’, 79’ | Marcatori |  |

| Arbitro: | Sbardella (Roma) |

|  |           |             |
|  | Marcatori | 50’ Barison |

| Arbitro: | Angonese (Mestre) |

|                 |           |                         |
| Magistrelli 76’ | Marcatori | 1’, 88’ Baveni 53’ Bean |

| Arbitro: | Campanati (Milano) |

|            |           |  |
| Meroni 62’ | Marcatori |  |

| Arbitro: | Lo Bello (Siracusa) |

|             |           |  |
| Vinicio 55’ | Marcatori |  |

| Arbitro: | Sbardella (Roma) |

|            |           |  |
| Meroni 81’ | Marcatori |  |

| Arbitro: | Jonni (Macerata) |

|              |           |                     |
| Galletti 57’ | Marcatori | 78’ Bean 79’ Meroni |

| Arbitro: | Francescon (Padova) |

|               |           |  |
| Brambilla 64’ | Marcatori |  |

| Arbitro: | Angonese (Mestre) |

|  |           |                       |
|  | Marcatori | 57’ Corso 90’ Mazzola |

| Arbitro: | Ferrari (Milano) |

|                                |           |          |
| Locatelli 34’, 71’ Fossati 87’ | Marcatori | 74’ Gori |

### Coppa Italia
| Arbitro: | Palazzo (Palermo) |

|                      |           |                                    |
| Mola 33’ Pagani 100’ | Marcatori | 82’ Piaceri 93’ Bean 99’ Locatelli |

| Arbitro: | Angelini (Firenze) |

|  |                      |  |
|  | Tiri di rigore 3 – 6 |  |

| Arbitro: | Varazzani (Parma) |

|          |                      |             |
| Bean 57’ | Marcatori            | 81’ Ferrini |
|          | Tiri di rigore 3 – 4 |             |

## Statistiche

### Statistiche di squadra
| Competizione | Punti | In casa | In casa | In casa | In casa | In casa | In casa | In trasferta | In trasferta | In trasferta | In trasferta | In trasferta | In trasferta | Totale | Totale | Totale | Totale | Totale | Totale | DR |
| Competizione | Punti | G       | V       | N       | P       | Gf      | Gs      | G            | V            | N            | P            | Gf           | Gs           | G      | V      | N      | P      | Gf     | Gs     | DR |
| ------------ | ----- | ------- | ------- | ------- | ------- | ------- | ------- | ------------ | ------------ | ------------ | ------------ | ------------ | ------------ | ------ | ------ | ------ | ------ | ------ | ------ | -- |
| Serie A      | 30    | 17      | 7       | 6       | 4       | 20      | 13      | 17           | 3            | 4            | 10           | 13           | 21           | 34     | 10     | 10     | 14     | 33     | 34     | -1 |
| Coppa Italia |       | 1       | 0       | 1       | 0       | 1       | 1       | 2            | 1            | 1            | 0            | 3            | 2            | 3      | 1      | 2      | 0      | 4      | 3      | +1 |
| Totale       |       | 18      | 7       | 7       | 4       | 21      | 14      | 18           | 4            | 5            | 10           | 16           | 23           | 37     | 11     | 12     | 14     | 37     | 37     | 0  |

### Statistiche dei giocatori
| Giocatore     | Serie A  | Serie A | Coppa Italia | Coppa Italia | Totale   | Totale |
| Giocatore     | Presenze | Reti    | Presenze     | Reti         | Presenze | Reti   |
| ------------- | -------- | ------- | ------------ | ------------ | -------- | ------ |
| G. Bagnasco   | 29       | 0       | ?            | ?            | 29+      | 0+     |
| G. Bassi      | 30       | 0       | ?            | ?            | 30+      | 0+     |
| B. Baveni     | 23       | 5       | ?            | ?            | 23+      | 5+     |
| G. Bean       | 25       | 5       | ?            | ?            | 25+      | 5+     |
| M. Bicicli    | 28       | 1       | ?            | ?            | 28+      | 1+     |
| M. Bruno      | 12       | 0       | ?            | ?            | 12+      | 0+     |
| V. Calvani    | 7        | 0       | ?            | ?            | 7+       | 0+     |
| A. Colombo    | 29       | 0       | ?            | ?            | 29+      | 0+     |
| S. Dal Monte  | 5        | 1       | ?            | ?            | 5+       | 1+     |
| M. Da Pozzo   | 34       | -32     | ?            | ?            | 34+      | -32+   |
| N. Fossati    | 23       | 1       | ?            | ?            | 23+      | 1+     |
| M. Locatelli  | 21       | 5       | ?            | ?            | 21+      | 5+     |
| L. Meroni     | 27       | 5       | ?            | ?            | 27+      | 5+     |
| V. Occhetta   | 5        | 0       | ?            | ?            | 5+       | 0+     |
| M. Pantaleoni | 24       | 0       | ?            | ?            | 24+      | 0+     |
| G. Piaceri    | 22       | 4       | ?            | ?            | 22+      | 4+     |
| F. Rivara     | 30       | 3       | ?            | ?            | 30+      | 3+     |